# Matt Farniok
Matt Farniok (Sioux Falls, 26 settembre 1997) è un giocatore di football americano statunitense che milita nel ruolo di offensive tackle per i Chicago Bears della National Football League (NFL).

## Carriera

### Dallas Cowboys
Farniok al college giocò a football a Nebraska. Fu scelto nel corso del settimo giro (238º assoluto) nel Draft NFL 2021 dai Dallas Cowboys. Debuttò come professionista subentrando nella gara del primo turno contro i Tampa Bay Buccaneers campioni in carica.

### Chicago Bears
Il 7 settembre 2023 Farniok firmò con la squadra di allenamento dei Chicago Bears.